# 開基勝宝

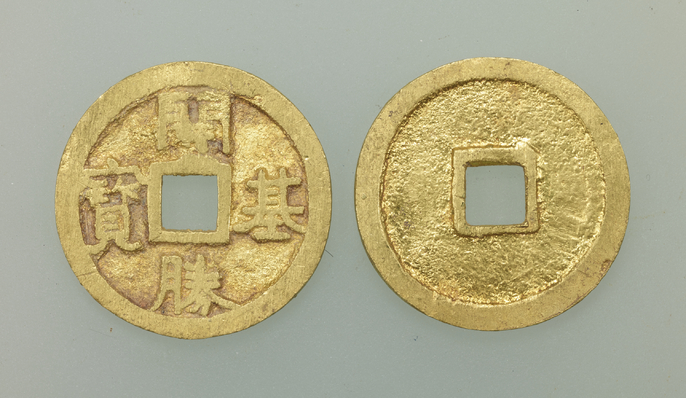
開基勝宝（東京国立博物館蔵、重要文化財）

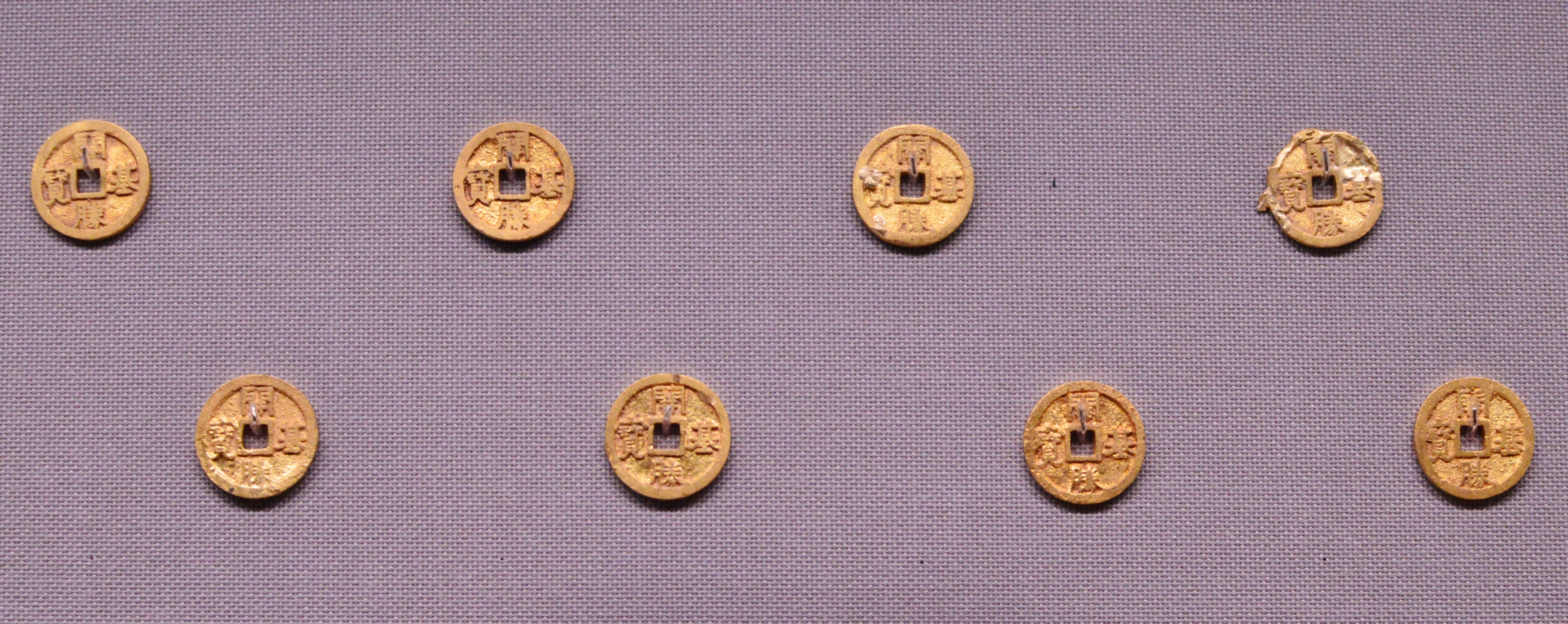
奈良市伏見出土銭（東京国立博物館蔵、重要文化財）

開基勝宝（開基勝寳、かいきしょうほう）は、奈良時代の760年（天平宝字4年）に制定・発行された日本最初の金銭。円形方孔で、銭銘は吉備真備の筆と伝わる。32点が現存する。

## 概要
開基勝宝は、淳仁天皇治世下の天平宝字4年3月16日（760年4月6日）に、銀銭大平元宝、銅銭万年通宝とともに発行された。
当時政権を主導していた太師・藤原恵美押勝の命により鋳造されたが、鋳造数は極少数であり、質量のばらつきが大きな貴金属貨幣であることから計数貨幣としては不適格で、流通を目的にしたものではなく、同時期に発行された大平元宝10枚分および万年通宝100枚分で開基勝宝1枚と、交換比率を設定することで新銭（万年通宝）の価値を高める狙いがあったとする説がある。

## 出土例
1796年（寛政6年）、西大寺西塔跡から1枚出土し、皇室に献上されて御物となる。人の目に触れることがなかったため贋物説すら囁かれたが、1937年（昭和12年）、西大寺畑山で宅地用の地ならし中に31点が偶然発見される。これらは現在、東京国立博物館に収蔵され、重要文化財に指定されている。
質量は寛政期出土のものが17.6グラムと大型であり、昭和期、西大寺畑山出土のものは11.0～14.7グラムとばらつきが大きい。
なお、1937年の発見の際、「賈行」と読める銀銭の破片も同時に見つかった。この銀銭は史実に記載がなく、残りの文字もわからない謎の銀貨である。